# Gretken Puttfarken
Gretken Puttfarken (* unbekannt; † nach 1447) war eine Magd.

## Leben und Wirken
Aufgrund ihres Beinamens ist davon auszugehen, dass Gretken Puttfarken nicht aus Hamburg stammte. Sie kam vermutlich vom Land und suchte Arbeit in der Stadt. Nach dem Tod des Hamburger Ratsherrn Johann Kletzes im Januar 1428 arbeitete sie als Magd für dessen Gattin Geseke Cletzen, die das St. Elisabethspital gründete. Puttfarken wurde die persönliche Magd der Hausherrin. Dies war äußerst ungewöhnlich, da Mägde normalerweise Männer ihres Standes ohne Bürgerrechte heirateten und von der Mitgift der Herrin finanziell profitierten. Gewöhnlich konnten Mägde nur sozial aufsteigen, wenn ihre Ehemänner über entsprechende Verbindungen verfügten.
Gretken Puttfarken begleitete Geseke Cletzen lebenslang und konnte 1429 die Eröffnung des Elisabethspitals miterleben. Geseke Cletzen bedachte Gretken Puttfarken daher in ihrem Testament mit einer bescheidenen Summe.